# Asaphes oculi
Asaphes oculi är en stekelart som beskrevs av Xiao och Huang 2000. Asaphes oculi ingår i släktet Asaphes och familjen puppglanssteklar. Inga underarter finns listade.